# Saint-Poix
Saint-Poix – miejscowość i gmina we Francji, w regionie Kraj Loary, w departamencie Mayenne.
Według danych na rok 2010 gminę zamieszkiwało 398 osób, a gęstość zaludnienia wynosiła 53 osób/km².